# Bayerische Staatsbibliothek

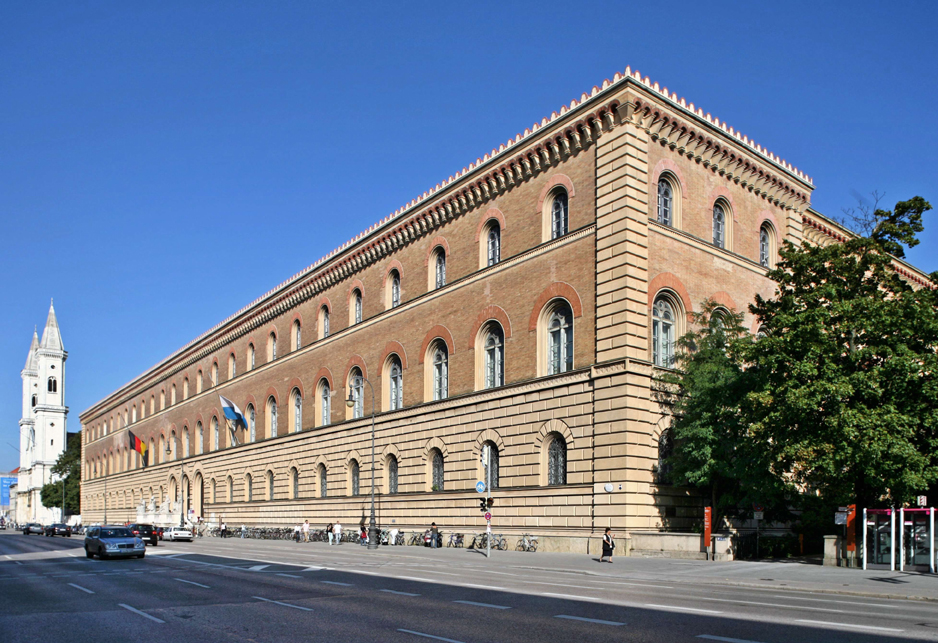
Bayerische Staatsbibliothek.

Bayerische Staatsbibliothek är statsbiblioteket i Bayern och ligger i München. Det är, efter Staatsbibliothek zu Berlin, det näst största universalbiblioteket i det tyskspråkiga Europa och har cirka 10 miljoner böcker. Biblioteket har även en av de viktigaste handskriftsamlingarna i världen. Det har även Tysklands största inkunabelsamling.
Biblioteket grundades som huset Wittelsbachs hovbibliotek av Albrekt V den högsinte 1558.
Sedan 1663 ska alla verk som trycks i Bayern lämna ett pliktexemplar till bibioteket.
Biblioteket fick sitt nuvarande namn 1919 efter att kungariket Bayern blev republik med namnet fristaten Bayern.